# Тагути, Мицухиса
Мицухиса Тагути (яп. 田口 光久; 14 февраля 1955, Акита — 12 ноября 2019, Токио) — японский футболист, вратарь. Выступал за сборную Японии.

## Клубная карьера
Тагути родился в городе Kawabe (позже вошел в состав Акиты) 14 февраля 1955 года. В 1973 году после окончания средней школы стал игроком «Урава Ред Даймондс» (ранее — «Мицубиси Моторс»). В том сезоне клуб стал чемпионом Японии по футболу и обладателем Кубка Императора. В 1975 году он занял место основного вратаря клуба и национальной сборной Кэндзо Ёкояма. В 1978 году «Урава Редс» выиграл все три главных титула в Японии; национальный чемпионат, Кубок лиги и Кубок Императора. Клуб также выиграл Кубок Императора в 1980 году, кубок лиги в 1981 и чемпионат 1982 года. Тагути завершил карьеру в 1984 году, сыграв 161 матч в национальном чемпионате. 8 раз был включен в символическую сборную национального чемпионата.

## Карьера в сборной
Тагути дебютировал за сборную Японии 8 сентября 1975 года в матче против Южной Кореи. В 1977 году он становится основным вратарем национальной команды, проводит в воротах отборочные матчи к чемпионату мира 1978 года, участвует в Азиатских играх 1978 года и квалификации на Летние Олимпийские игры 1980 года. В 1982 году становится капитаном сборной и проводит в этом статусе Летние Азиатские игры 1982 года и матчи квалификации на Летние Олимпийские игры 1984 года.

## Клубная статистика
| Сезон | Клуб               | Лига   | Игры | Голы |
| ----- | ------------------ | ------ | ---- | ---- |
| 1973  | Урава Ред Даймондс | JSL D1 | 1    | 0    |
| 1974  | Урава Ред Даймондс | JSL D1 | 1    | 0    |
| 1975  | Урава Ред Даймондс | JSL D1 | 17   | 0    |
| 1976  | Урава Ред Даймондс | JSL D1 | 18   | 0    |
| 1977  | Урава Ред Даймондс | JSL D1 | 18   | 0    |
| 1978  | Урава Ред Даймондс | JSL D1 | 18   | 0    |
| 1979  | Урава Ред Даймондс | JSL D1 | 18   | 0    |
| 1980  | Урава Ред Даймондс | JSL D1 | 18   | 0    |
| 1981  | Урава Ред Даймондс | JSL D1 | 18   | 0    |
| 1982  | Урава Ред Даймондс | JSL D1 | 18   | 0    |
| 1983  | Урава Ред Даймондс | JSL D1 | 18   | 0    |
| 1984  | Урава Ред Даймондс | JSL D1 | 0    | 0    |
| Итого | Итого              | Итого  | 163  | 0    |

## Статистика за сборную
| Год   | Матчи | Голы |
| ----- | ----- | ---- |
| 1975  | 1     | 0    |
| 1976  | 3     | 0    |
| 1977  | 5     | 0    |
| 1978  | 13    | 0    |
| 1979  | 8     | 0    |
| 1980  | 4     | 0    |
| 1981  | 4     | 0    |
| 1982  | 8     | 0    |
| 1983  | 9     | 0    |
| 1984  | 4     | 0    |
| Итого | 59    | 0    |